# Polinômio de Euler
Polinômio de Euler é um polinômio assim nomeado por ter sido descoberto pelo matemático suíço Leonhard Euler. Sua característica marcante é a riqueza de propriedades aritméticas. A mais conhecida é a de ser um polinômio que quando seus valores são tabelados geram uma longa sequência de números primos.
Expresso como uma função em n, f(n), no domínio dos números inteiros toma a notação 
{\displaystyle f(n)=n^{2}-n+41}

Há ainda mais um polinômio relacionado, que difere do primeiro por um sinal:
{\displaystyle f(n)=n^{2}+n+41}
Os valores são quase os mesmos, exceto que para 0 e 1 o valor não se repete e que a primalidade só vai até 39, pois ao valor 40 é atribuído o quadrado de 41. 

## Tabela de valores
Segue a tabela de valores para este f(n) entre 0 e 41 (sequência A005846 na OEIS):
| n  | f(n) | é primo |
| -- | ---- | ------- |
| 0  | 41   | sim     |
| 1  | 41   | sim     |
| 2  | 43   | sim     |
| 3  | 47   | sim     |
| 4  | 53   | sim     |
| 5  | 61   | sim     |
| 6  | 71   | sim     |
| 7  | 83   | sim     |
| 8  | 97   | sim     |
| 9  | 113  | sim     |
| 10 | 131  | sim     |
| 11 | 151  | sim     |
| 12 | 173  | sim     |
| 13 | 197  | sim     |
| 14 | 223  | sim     |
| 15 | 251  | sim     |
| 16 | 281  | sim     |
| 17 | 313  | sim     |
| 18 | 347  | sim     |
| 19 | 383  | sim     |
| 20 | 421  | sim     |
| 21 | 461  | sim     |
| 22 | 503  | sim     |
| 23 | 547  | sim     |
| 24 | 593  | sim     |
| 25 | 641  | sim     |
| 26 | 691  | sim     |
| 27 | 743  | sim     |
| 28 | 797  | sim     |
| 29 | 853  | sim     |
| 30 | 911  | sim     |
| 31 | 971  | sim     |
| 32 | 1033 | sim     |
| 33 | 1097 | sim     |
| 34 | 1163 | sim     |
| 35 | 1231 | sim     |
| 36 | 1301 | sim     |
| 37 | 1373 | sim     |
| 38 | 1447 | sim     |
| 39 | 1523 | sim     |
| 40 | 1601 | sim     |
| 41 | 1681 | não     |

Percebe-se que para 41 a expressão numérica torna-se um quadrado perfeito:
{\displaystyle 41^{2}-41+41=}
{\displaystyle 41^{2}=1681}